# Cataptygma balteatum
Cataptygma balteatum là một loài tò vò trong họ Ichneumonidae.